# Короткокошикові
Короткокошикові (Brachytheciaceae) — родина мохів порядку сонмохальні. Родина включає понад 40 родів і 250 видів.

## Опис

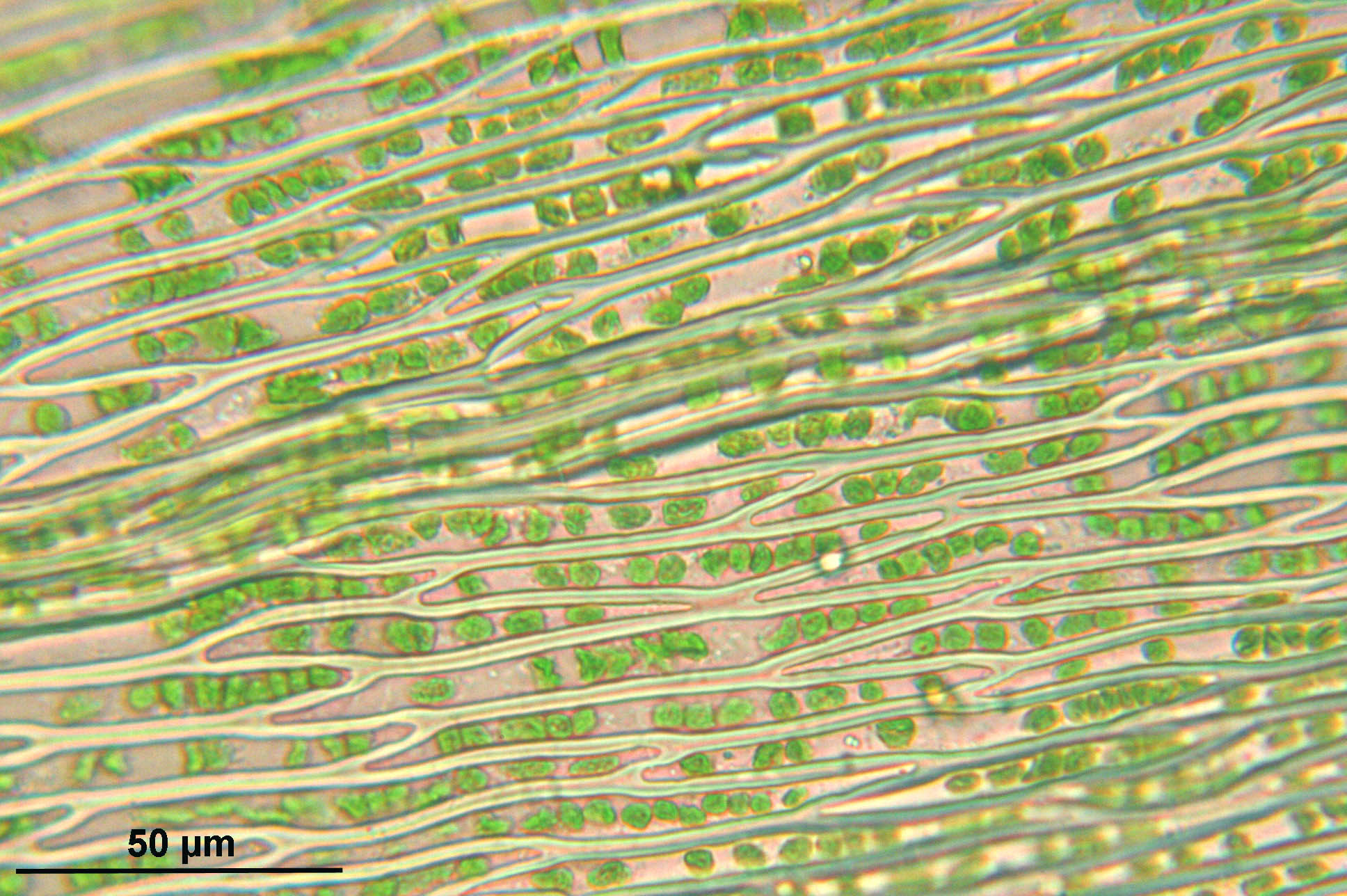
Клітини листка Brachythecium rivulare

Родина складається з плеврокарпових мохів дуже різноманітного зовнішнього вигляду. Вони неправильної форми або перисто розгалужені та утворюють нещільні килимки. Листки широкояйцевидної або трикутної форми, гостро сконцентровані у верхній частині. Середня жилка є завжди і зазвичай досягає більше половини листка. Клітини листка прозенхіматозні, у багато разів довші за ширину та зчеплені між собою загостреними кінцями. Спорофіт складається з правильно сформованої спорової коробочки, яка стоїть прямо на щетинках. Спори поширюються через кільцеподібний перистом, який у незрілих рослин закритий дзьобоподібною кришкою.

## Поширення
Види — це наземні, епіфітні або літофітні рослини, поширені по всьому світу. Вони ростуть на різних субстратах, включаючи камінь, кору та ґрунт.

## Таксономія
Brachytheciaceae належить до порядку Hypnales. Вони є сестринською групою Meteoriaceae. Родина поділяється на чотири підродини, які виділяються на основі молекулярних досліджень.
Brachytheciaceae
підродина Eurhychioideae:
роди Aerobryum · Bryoandersonia · Eriodon · Eurhynchium · Palamocladium · Plasteurhynchium · Platyhypnidium · Pseudoscleropodium · Rhynchostegium · Scorpiurum
підродина Helicodontoideae
роди Aerolindigia · Cirriphyllum · Clasmatodon · Donrichardsia · Eurhynchiella · †Flabellidium · Helicodontium · Homalotheciella · Juratzkaeella · Mandoniella · Meteoridium · Nobregaea · Okamuraea · Oxyrrhynchium · Remyella · Rhynchostegiella · Schimperella · Squamidium · Zelometeorium
підродина Homalothecioideae
роди Brachytheciastrum · Homalothecium · Eurhynchiastrum
підродина Brachythedioideae
роди Brachytheciella · Brachythecium · Bryhnia · Eurhynchiadelphus · Kindbergia · Myuroclada · Sciurohypnum · Scleropodium · Unclejackia